# Crema de llibres i enterrament d'intel·lectuals
La Crema de llibres i enterrament d'intel·lectuals (xinès tradicional: 焚書坑儒; xinès simplificat: 焚书坑儒; pinyin: Fénshū Kēngrú), és una frase que fa referència a una política portada a terme durant la dinastia Qin de l'antiga Xina, en el període que abasta des de 213 aC el 206 aC i les conseqüències que d'ella es van derivar. Durant aquest període, les Cent escoles de pensament van ser perseguides, mentre que el legalisme va sobreviure. Un efecte secundari va ser la marginació de la ideologia de l'escola de Mozi a favor dels pensaments de Confuci. La principal font d'informació sobre aquests esdeveniments és el document Memòries històriques, de Sima Qian; tanmateix, pocs estudiosos creuen que la mencionada font reflecteixi el que realment va succeir.

## La crema de llibres

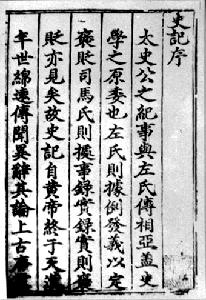
Primera pàgina del text Relats dels grands historiadors

Segons les Memòries històriques, després que Qin Shi Huangdi, el primer emperador de la Xina, unificarà el país l'any 221 aC, el seu canceller Li Si va suggerir suprimir el discurs intel·lectual per tal d'unificar tots els pensaments i les opinions polítiques. La justificació era que els intel·lectuals cantaven falses lloances i feien créixer la dissidència mitjançant la difamació.
A partir del 213 aC, totes les obres clàssiques de les Cent escoles de pensament, excepte les de la pròpia escola de Li Si coneguda com el legalisme, van estar subjectes a la crema de llibres. Qin Shi Huang va atacar a les altres escoles de pensament per temor a què soscavessin la seva legitimitat, i va escriure els seus propis llibres d'història. Li Si va disposar que totes les històries en els arxius imperials, excepte les escrites pels historiadors Qin, fossin cremades; que els texts Clàssic de poesia, Clàssic d'història i els treballs dels estudiosos de les diferents escoles es lliuressin a les autoritats locals perquè fossin cremades; que qualsevol persona que es referís a algú d'aquests dos llibres en particular fos executada; que aquells que utilitzessin antics exemples per satiritzar la política contemporània, fossin condemnats a mort junt amb les seves famílies; que les autoritats que no denunciessin els casos que arribessin al seu coneixement serien igualment culpables; i que aquells que no haguessin cremat els llibres i texts senyalats dintre dels 30 dies fixats serien expulsats cap al nord com convictes per treballar en la construcció de la Gran Muralla Xinesa. Els únics llibres que es van salvar de la destrucció van ser llibres sobre la guerra, la medicina, l'agricultura i l'endevinació.

## Enterrament d'intelectuals

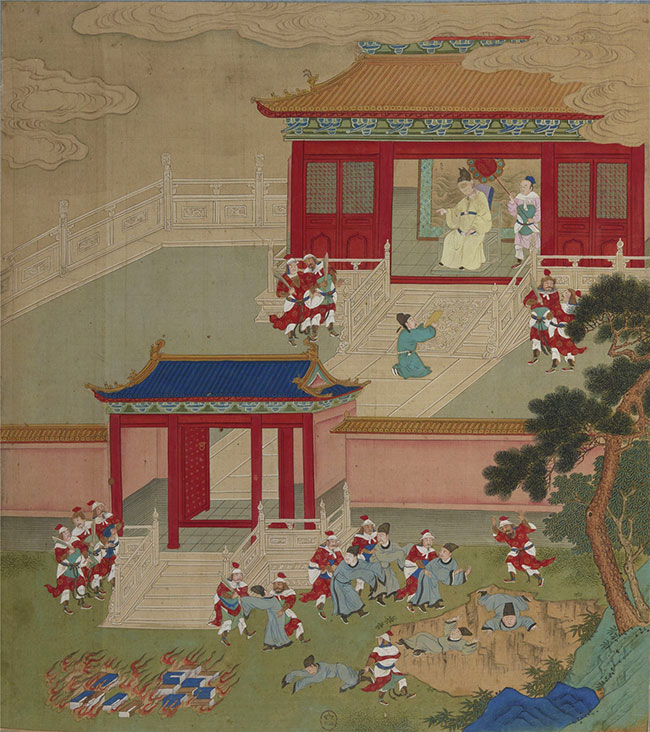
Crema de llibres i enterrament d'intel·lectuals (Pintura xinesa del).

Després d'ésser enganyat per dos alquimistes mentre cercava prolongar la seva vida, Qin Shi Huangdi va ordenar que més de 460 erudits de la capital fossin enterrats vius en el segon any de la prohibició, mentre que Wei Lan Jiao al segle segon afegeix 700 més al nombre total d'executats. Com alguns d'ells també eren intel·lectuals confucians, el seu fill Fusu el va aconsellar que aquesta podia ser una mesura dràstica que podia causar inestabilitat en afectar aquells que respectaven a Confuci en una situació de recent unificació del país i amb enemics encara no pacificats. Tanmateix, va ser incapaç de canviar l'opinió del seu pare, i en canvi va ser enviat a vigilar la frontera en exili. La ràpida caiguda de la dinastia Qin va ser atribuïda a aquesta proscripció. El confucianisme va ser restablert per la dinastia Han que va seguir, i va arribar a ésser la ideologia oficial de l'estat imperial xinès. Degut en part a que moltes de les altres escoles havien desaparegut.